# Wolken über Kaprun
Wolken über Kaprun ist eine deutsch-österreichische Fernsehserie aus dem Jahr 1964, deren erste Folge am 30. Juli 1966 im ZDF ausgestrahlt wurde. Sie behandelt das abenteuerliche Leben eines Bauingenieurs in den Hohen Tauern bei Kaprun.

## Handlung
Der junge Bauingenieur Thomas Reuterer ist für Europas höchstgelegenes Stausystem am Fuße des Großglockners verantwortlich. Dabei gerät er in allerlei turbulente und zum Teil gefährliche Situationen. Zum Beispiel ärgert er sich mit unzulänglich ausgerüsteten Halbschuhtouristen herum, muss über die Stränge schlagende Mitarbeiter disziplinieren, kommt in Not geratenen Bergsteigern zu Hilfe und rettet Kinder vor dem Ertrinken im Stausee. Zur Dorflehrerin Maria entwickelt sich aus einem anfänglich sehr distanzierten Verhältnis nach und nach eine Liebesbeziehung.

## Episoden
1. Sprengstoff
2. Geburt
3. Rauferei
4. Halbschuh-Touristen
5. Flugzeuge
6. Gefährlicher Aufstieg
7. Schneesturm
8. Bergsteiger
9. Lawine
10. Der Stollen
11. Der Justizrat
12. Die Seilbahn
13. Rex

## Medien
- Wolken über Kaprun, 2 DVDs (Laufzeit: 5 Stunden und 25 Minuten), Pidax Serien-Klassiker, 2010